# Pagi della Borgogna franca

Il Pagi della Borgogna Franca nel IX secolo

I pagis furono delle divisioni territoriali ereditate dalla conquista romana e caratteristiche dell'amministrazione carolingia. 

## Contesto generale
Nell'anno 800 Carlo Magno stabilì un nuovo ordine secondo il quale sua i dignitari laici che i vescovi dovevano essere sottoposti al potere centrale. Il funzionario imperiale o conte palatino aveva ampi poteri amministrativi su un pagus, un termine che designa una suddivisione di antichi territori ereditati dall'occupazione romana. 
Se la Chiesa manteneva l'unicità delle sue diocesi, le vecchie civitas si ritrovavano divise tra più Conti regnanti su più pagi che potevano essere divisi in entità più piccole: centana, vicaria e ban. I paesi della Borgogna si trovava così divisa in pagi governati da conti o vescovi. 
Maurice Chaume li elencò per le due Borgogne che allora si estendevano da Troyes a nord ad Avignone a sud e da Nevers a ovest fino al lago di Costanza a est. Il seguente elenco alfabetico riguarda solo la Borgogna franca, esclusa la Borgogna imperiale, situata a sud e ad est della precedente.

## La contea di Borgogna
I pagi di tutta la Saona furono divisi tra le due Borgogne, durante la spartizione del regno di Lotario II nel Trattato di Meerssen dell'870. Luigi II ereditò quindi Amaous, Portois e Varais mentre Carlo il Calvo aveva gli Escuens e Besançon.
Fu poi il duca Enrico I di Borgogna che si riunì nel 986 con il suo figlio adottivo Conte Otto-William in una contea unica, con Dole per capitale.

## Le azioni della Francia alla fine del IX
Dopo la morte di Lotario, il 29 settembre 855 a Prüm e la prima spartizione del suo regno, la Borgogna fu divisa tre volte in quattro decenni. 

Trattato di Verdun (843)
Trattato di Prüm (855)
Trattato di Meerssen (870)
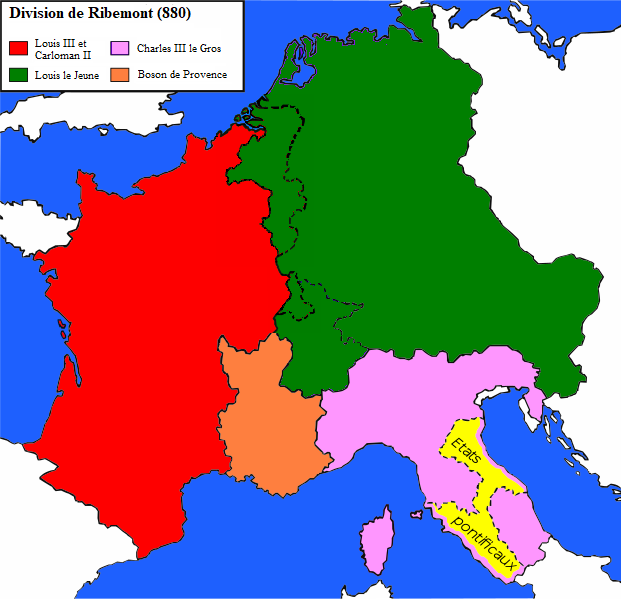
Trattato di Ribemont (880)

## La divisione della Borgogna

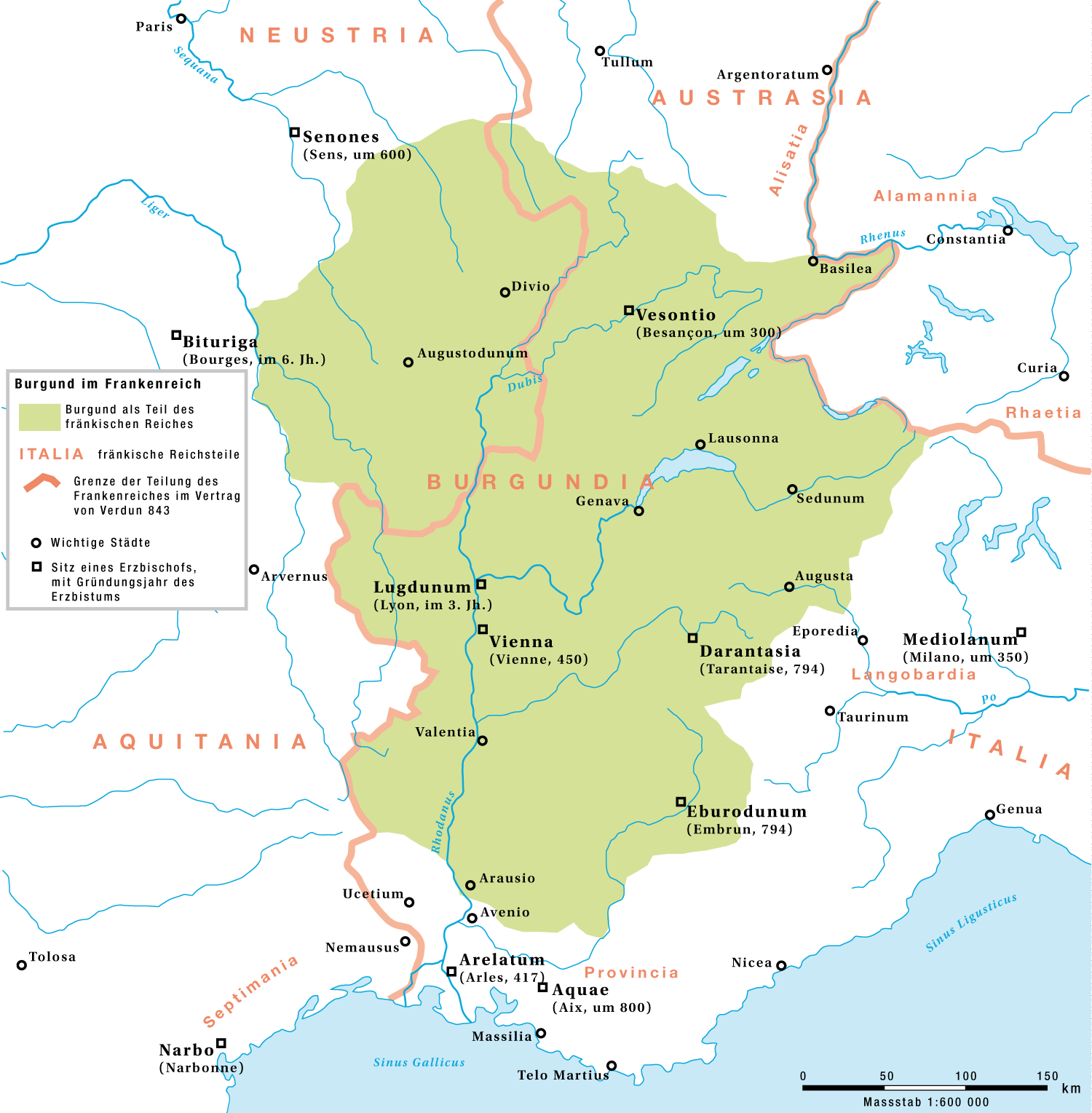
Il regno di Borgogna prima del trattato di Verdun
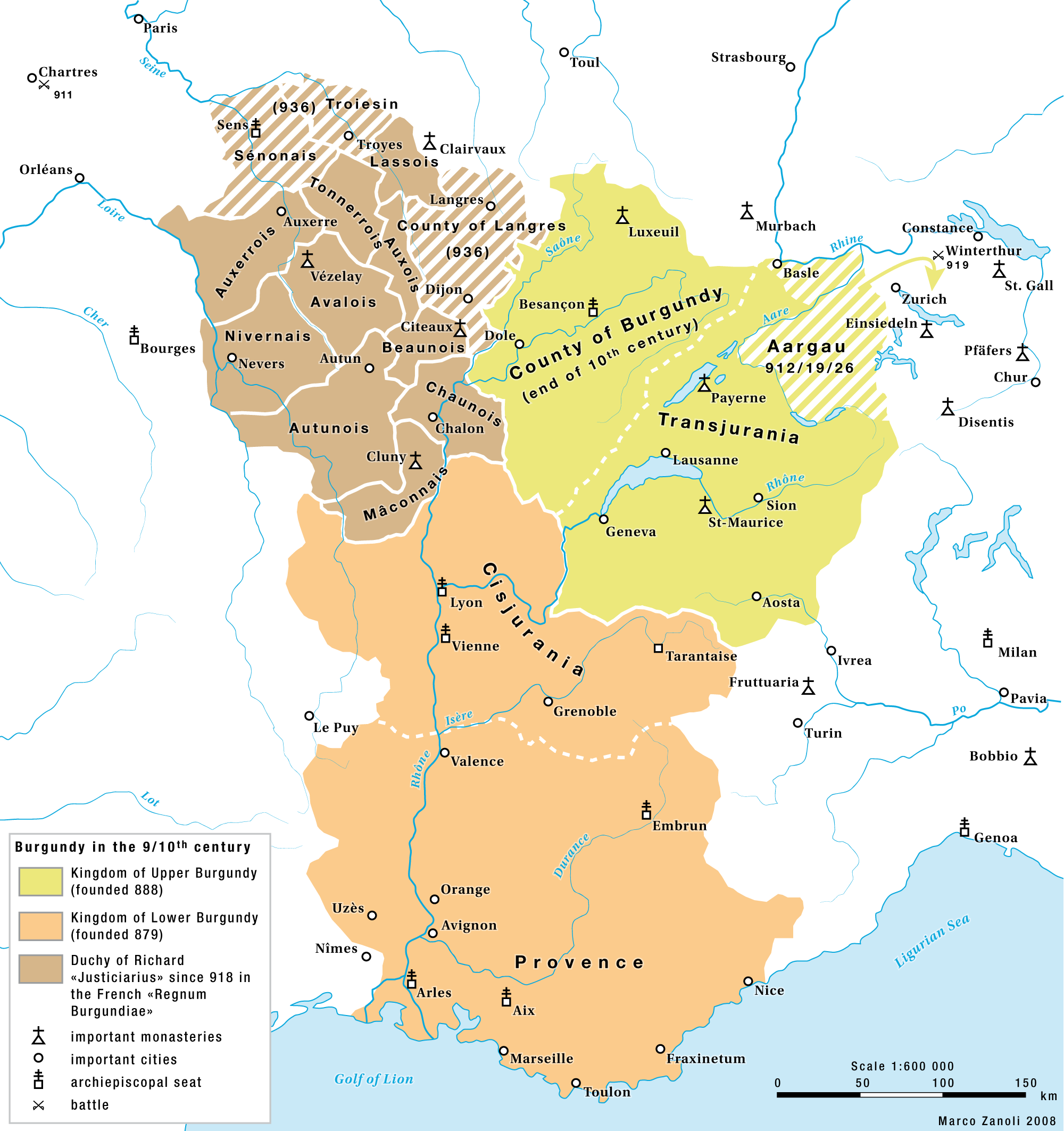
Il ducato di Borgogna (in marrone) e il regno dell'Alta Borgogna (in verde) nella Borgogna del X secolo
Il ducato (in verde) e la contea di Borgogna (in marrone) nella Borgogna del XI secolo